# Рамазанова, Яйлагюль
Яйлагюль Рамазанова (азерб. Yaylagül Ramazanova; род. 18 января 1990) — азербайджанский стрелок из лука. Член сборной Азербайджана по стрельбе из лука. Участница Европейских игр 2015 и 2023 гг., чемпионата мира 2019 года и чемпионатов Европы 2016, 2018, 2021 и 2022 гг. Представляла Азербайджан на летних Олимпийских играх 2024 в Париже, являясь первой азербайджанской ненатурализованной спортсменкой, завоевавшей для своей страны олимпийскую лицензию в стрельбе из лука, а также первым в истории Азербайджана спортсменом, прошедшим раунд в соревнованиях по стрельбе из лука на Олимпийских играх. Является мастером спорта и многократной чемпионкой Азербайджана. Одерживала победы в ряде международных турниров, а также является рекордсменкой страны по стрельбе из лука на дистанции 70 метров.

## Биография
Яйлагюль Рамазанова родилась 18 января 1990 года. Окончила Азербайджанскую государственную академию художеств по специальности книжная живопись.
В июне 2015 года на I Европейских играх в Баку Рамазанова соревновалась против грузинской спортсменки Хатуны Нариманидзе и уступила со счетом 4:6.
В июне 2018 года выиграла чемпионат Азербайджана в Баку.
На чемпионате Европы 2022 года в Мюнхене Рамазанова выиграла лицензию на участие в Европейских играх 2023 в Кракове.
С октября 2022 года тренером Рамазановой в сборной является заслуженный тренер Азербайджана, мастер спорта Натиг Фазилов.
На Европейских играх 2023 Рамазанова вместе с фехтовальщиком Баратом Гулиевым была знаменосцем сборной Азербайджана на церемонии открытия. На этих Играх Рамазанова в 1/32 уступила спортсменке из Литвы Паулине Раманаускайте с минимальным счётом 5:6 (основное время — 5:5).
В июне 2024 года на финальном этапе квалификации в турецкой Анталье Яйлагюль Рамазанова одолела польскую спортсменку Клаудию Плазань, завоевав тем самым лицензию на летние Олимпийские игры 2024.
Рамазанова первой из азербайджанских атлетов вышла на старт на Олимпиаде, за день до церемонии открытия, 25 июля. Будучи 61-й в мировом рейтинге среди участниц турнира, в квалификации ей удалось набрать 647 очков и занять 39-е место. Это был её лучший результат в сезоне. 30 июля в 1/32 финала Рамазанова, будучи на седьмом месяце беременности, в дополнительном  тай-брейке вырвала победу у занявшей 26-е место в квалификации китаянки Ань Цисюань и победила со счётом 6:5. Почти сразу же начался матч 1/16 финала против Мишель Кроппен из Германии, где азербайджанская спортсменка уступила со счётом 2:6. В связи с тем, что Рамазанова была в положении, во время матчей с её участием зрители оказывали ей особую поддержку.
В августе 2024 года выиграла чемпионат Азербайджана.
С 5 по 7 февраля 2025 года в Баку на чемпионате Азербайджана по стрельбе из лука в помещении завоевала золотую медаль и получила титул чемпиона Азербайджана.